# BMW XM
BMW XM — гибридный полноразмерный люксовый кроссовер немецкой компании BMW M, который был запущен в производство в 2022 году. После BMW M1, это второй автомобиль, производимый компанией BMW M. 27 сентября 2022 года была представлена модификация Label Red.

## История
29 ноября 2021 года в Майами-Бич был представлен концепт-кар, получивший название BMW XM. Производство планируется в конце 2022 года в Южной Каролине, поставки планируются в 2023 году. Планируется также заключить джентльменское соглашение между BMW и Citroën, поскольку последняя компания производила модель Citroën XM.

## Особенности
Автомобиль BMW XM оснащён двигателем внутреннего сгорания BMW S68. До 97 км/ч автомобиль разгоняется за 4,1 секунды.
Модель имеет постоянный полный привод с дифференциалом M Sport, расположенным на задней оси. Это позволяет изменять крутящий момент.